# Raymond Thayer Birge
Raymond Thayer Birge (13 de março de 1887 – 22 de março de 1980) foi um físico americano. Lecionou na Universidade de Berkeley de 1918 até 1955, quando se aposentou, e foi chefe do departamento de 1932 até 1955. Era membro da Academia Nacional de Ciências dos Estados Unidos.